# マグネトソーム
マグネトソーム（Magnetosome）とは、磁性細菌が細胞内に持っている器官の1つである。マグネトソームの内部には、彼らが作り出した小さな磁石が見られる。

## 概要

### 構造・機能
マグネトソームは磁性細菌が細胞膜の内側に抱えている物で、この中には15個から20個程度の磁力を持った鉱物、つまり小さな磁石が含まれている。この磁石はリン脂質などでできた膜に包まれており、この膜が、それぞれの磁石が引き寄せ合う事で、磁石が1つの塊にならないようにしている。この複数個の小さな磁石が塊にならないように膜で包まれた細胞内の小器官が、マグネトソームである。
マグネトソームに含まれる鉱物は、マグネトソームを持つ生物自身が金属元素を取り込み、それを代謝しながら体内で合成している。その鉱物の大きさは、通常35 nmから120 nmまでの範囲で、鉱物の化学組成は、ほぼ均質で高純度である。地球には地磁気が存在しているため、マグネトソームの中でこの鉱物は方位磁針の針のように振る舞う。なお、磁性細菌の中で、地磁気に沿って移動する細菌を走磁性細菌と呼ぶ。

### 磁石の材料
磁性細菌が体内で合成して利用する鉱物は1種類ではない。どの鉱物を利用するかは、菌種によって異なるが、普通は酸化鉄か硫化鉄のどちらか一方を利用する。酸化鉄を利用するタイプの磁性細菌のマグネトソームには、Fe3O4が含まれている事が普通である。硫化鉄を利用するタイプの磁性細菌のマグネトソームには、Fe3S4が含まれている事が普通である。ただし、硫化鉄を利用するタイプの磁性細菌の中には、FeSを使う種類も見られる。さらに、アメリカ合衆国のロードアイランド州を流れるen:Pettaquamscutt Riverの流域の南部では、酸化鉄と硫化鉄を両方用いる磁性細菌も発見された。

## 利用
磁性細菌はマグネトソームを自身が生育するのに最適な場所にたどりつくために利用している。

## 研究
磁性細菌が体内にあるマグネトソームから磁石を取り出し、その磁石をリポソームに入れておき、リポソームの内部に封じ込めた抗がん剤を、体外から磁石を使って動かして、腫瘍の所に運ぶというドラッグデリバリーシステムに利用できないかとの研究も存在する。